# Општина Сомбререте (Закатекас)
Сомбререте (шп. Sombrerete) општина је у Мексику у савезној држави Закатекас. Општина се налази на надморској висини од 2317 м.

## Становништво
Према подацима из 2010. у општини је живело 61188 становника.

### Хронологија
| Година       | 2000                  | 2005                  | 2010                  |
| ------------ | --------------------- | --------------------- | --------------------- |
| Становништво | 61652 (30018 / 31634) | 58201 (28233 / 29968) | 61188 (30159 / 31029) |

### Попис
| \| \| м \| \| \| ж \| \| 0—2 \| 1.893 \| \| \| 1.793 \| \| 3—5 \| 1.808 \| \| \| 1.789 \| \| 6—11 \| 3.740 \| \| \| 3.635 \| \| 12—14 \| 1.912 \| \| \| 1.853 \| \| 15—17 \| 1.946 \| \| \| 1.947 \| \| 18—24 \| 3.766 \| \| \| 3.936 \| \| 60+ \| 3.284 \| \| \| 3.366 \| \| Просек : \| 28,8 \| \| \| 29,4 \| |       |  |  |       |
| |       |  |  |       |
| | м     |  |  | ж     |
| 0—2 | 1.893 |  |  | 1.793 |
| 3—5 | 1.808 |  |  | 1.789 |
| 6—11 | 3.740 |  |  | 3.635 |
| 12—14 | 1.912 |  |  | 1.853 |
| 15—17 | 1.946 |  |  | 1.947 |
| 18—24 | 3.766 |  |  | 3.936 |
| 60+ | 3.284 |  |  | 3.366 |
| Просек : | 28,8  |  |  | 29,4  |

| #   | Индикатор                                                                                        | Вредност |
| --- | ------------------------------------------------------------------------------------------------ | -------- |
| 1   | Становништво од 0 до 2 године                                                                    | 3686     |
| 2   | Мушко становништво од 0 до 2 године                                                              | 1893     |
| 3   | Женско становништво од 0 до 2 године                                                             | 1793     |
| 4   | Становништво са 3 и више година                                                                  | 57358    |
| 5   | Мушко становништво са 3 и више година                                                            | 28196    |
| 6   | Женско становништво са 3 и више година                                                           | 29162    |
| 7   | Становништво са 5 и више година                                                                  | 54948    |
| 8   | Мушко становништво са 5 и више година                                                            | 26962    |
| 9   | Женско становништво са 5 и више година                                                           | 27986    |
| 10  | Становништво са 12 и више година                                                                 | 46386    |
| 11  | Мушко становништво са 12 и више година                                                           | 22648    |
| 12  | Женско становништво са 12 и више година                                                          | 23738    |
| 13  | Становништво са 15 и више година                                                                 | 42621    |
| 14  | Мушко становништво са 15 и више година                                                           | 20736    |
| 15  | Женско становништво са 15 и више година                                                          | 21885    |
| 16  | Становништво са 18 и више година                                                                 | 38728    |
| 17  | Мушко становништво са 18 и више година                                                           | 18790    |
| 18  | Женско становништво са 18 и више година                                                          | 19938    |
| 19  | Становништво од 3 до 5 година                                                                    | 3597     |
| 20  | Мушко становништво од 3 до 5 година                                                              | 1808     |
| 21  | Женско становништво од 3 до 5 година                                                             | 1789     |
| 22  | Становништво од 6 до 11 година                                                                   | 7375     |
| 23  | Мушко становништво од 6 до 11 година                                                             | 3740     |
| 24  | Женско становништво од 6 до 11 година                                                            | 3635     |
| 25  | Становништво од 8 до 14 година                                                                   | 8666     |
| 26  | Мушко становништво од 8 до 14 година                                                             | 4405     |
| 27  | Женско становништво од 8 до 14 година                                                            | 4261     |
| 28  | Становништво од 12 до 14 година                                                                  | 3765     |
| 29  | Мушко становништво од 12 до 14 година                                                            | 1912     |
| 30  | Женско становништво од 12 до 14 година                                                           | 1853     |
| 31  | Становништво од 15 до 17 година                                                                  | 3893     |
| 32  | Мушко становништво од 15 до 17 година                                                            | 1946     |
| 33  | Женско становништво од 15 до 17 година                                                           | 1947     |
| 34  | Становништво од 18 до 24 године                                                                  | 7702     |
| 35  | Мушко становништво од 18 до 24 године                                                            | 3766     |
| 36  | Женско становништво од 18 до 24 године                                                           | 3936     |
| 37  | Женско становништво од 15 до 49 година                                                           | 16146    |
| 38  | Становништво са 60 и више година                                                                 | 6650     |
| 39  | Мушко становништво са 60 и више година                                                           | 3284     |
| 40  | Женско становништво са 60 и више година                                                          | 3366     |
| 41  | Однос између мушкараца и жена                                                                    | 97.2     |
| 42  | Становништво од нуле до 14 година                                                                | 18423    |
| 43  | Становништво од 15 до 64 године                                                                  | 37698    |
| 44  | Становништво од 65 година и више                                                                 | 4923     |
| 45  | Просечан број деце                                                                               | 2.97     |
| 46  | Становништво рођено у ентитету                                                                   | 51898    |
| 47  | Мушко становништво рођено у ентитету                                                             | 25550    |
| 48  | Женско становништво рођено у ентитету                                                            | 26348    |
| 49  | Становништво рођено у другом ентитету                                                            | 8245     |
| 50  | Мушко становништво рођено у другом ентитету                                                      | 4085     |
| 51  | Женско становништво рођено у другом ентитету                                                     | 4160     |
| 52  | Становништво од 5 година и више резидентно у ентитету у јуну 2005. године                        | 51802    |
| 53  | Мушко становништво старосног доба од 5 година и више, резидентно у ентитету у јуну 2005. године  | 24972    |
| 54  | Женско становништво старосног доба од 5 и више година, резидентно у ентитету у јуну 2005. године | 26830    |
| 55  | Становништво од 5 година и више које је живело у другом ентитету у јуну 2005. године             | 1141     |
| 56  | Мушко становништво старије од 5 година које је живело у другом ентитету у јуну 2005. године      | 578      |
| 57  | Женско становништво старије од 5 година које је живело у другом ентитету у јуну 2005. године     | 563      |
| 58  | Становништво од 3 године и више које говори аутохтони језик                                      | 63       |
| 59  | Мушко становништво старо 3 године и више које говори аутохтони језик                             | 40       |
| 60  | Женско становништво старо 3 године и више које говори аутохтони језик                            | 23       |
| 61  | Становништво од 3 године и више које говори аутохтони језик и не говори шпански језик            | 0        |
| 62  | Мушко становништво старо 3 године и више које говори аутохтони језик и не говори шпански         | 0        |
| 63  | Женско становништво старо 3 године и више које говори аутохтони језик и не говори шпански језик  | 0        |
| 64  | Становништво старо 3 године и више које говори аутохтони језик и шпански                         | 17       |
| 65  | Мушко становништво старо 3 године и више које говори аутохтони језик и шпански                   | 8        |
| 66  | Женско становништво старо 3 године и више које говори аутохтони језик и шпански                  | 9        |
| 67  | Становништво од 5 година и више које говори аутохтони језик                                      | 62       |
| 68  | Становништво од 5 година и више које говори аутохтони језик и не говори шпански језик            | 0        |
| 69  | Становништво од 5 година и више које говори аутохтони језик и говори шпански језик               | 17       |
| 70  | Становништво у домородачким домаћинствима                                                        | 155      |
| 71  | Становништво са ограничењима у активностима                                                      | 2965     |
| 72  | Становништво са ограниченим ходањем или кретањем, горе или доле                                  | 1635     |
| 73  | Становници са ограничењима вида, чак и уз кориштење сочива                                       | 764      |
| 74  | Становништво са ограничењима говора, комуникације или конверзације                               | 214      |
| 75  | Становништво са ограниченим слухом                                                               | 367      |
| 76  | Становништво са ограничењима при одевању, купању или јелу                                        | 160      |
| 77  | Становништво са ограничењима у опажању или учењу једноставних ствари                             | 121      |
| 78  | Становништво са менталним ограничењима                                                           | 306      |
| 79  | Становништво без ограничења активности                                                           | 57862    |
| 80  | Становништво од 3 до 5 година које не похађа школу                                               | 1708     |
| 81  | Мушко становништво од 3 до 5 година које не похађа школу                                         | 864      |
| 82  | Женско становништво од 3 до 5 година које не похађа школу                                        | 844      |
| 83  | Становништво од 6 до 11 година које не похађа школу                                              | 187      |
| 84  | Мушко становништво од 6 до 11 година које не похађа школу                                        | 100      |
| 85  | Женско становништво од 6 до 11 година које не похађа школу                                       | 87       |
| 86  | Становништво од 12 до 14 година које не похађа школу                                             | 305      |
| 87  | Мушко становништво од 12 до 14 година које не похађа школу                                       | 179      |
| 88  | Женско становништво од 12 до 14 година које не похађа школу                                      | 126      |
| 89  | Становништво од 15 до 17 година похађа школу                                                     | 2350     |
| 90  | Мушко становништво од 15 до 17 година похађа школу                                               | 1125     |
| 91  | Женско становништво између 15 и 17 година живота у школи                                         | 1225     |
| 92  | Становништво од 18 до 24 године похађа школу                                                     | 1494     |
| 93  | Мушко становништво од 18 до 24 године похађа школу                                               | 745      |
| 94  | Женско становништво од 18 до 24 године похађа школу                                              | 749      |
| 95  | Становништво од 8 до 14 година које не може да чита и пише                                       | 164      |
| 96  | Мушко становништво старосног доба од 8 до 14 година које не може да чита и пише                  | 106      |
| 97  | Женско становништво старосног доби од 8 до 14 година које не може да чита и пише                 | 58       |
| 98  | Становништво од 15 година и више које је неписмено                                               | 2183     |
| 99  | Мушко становништво од 15 година и више које је неписмено                                         | 1022     |
| 100 | Женско становништво од 15 година и више које је неписмено                                        | 1161     |
| 101 | Становништво старо 15 и више година без школовања                                                | 2450     |
| 102 | Мушко становништво старо 15 и више година без школовања                                          | 1251     |
| 103 | Женско становништво старо 15 и више година без школовања                                         | 1199     |
| 104 | Становништво старосног доба 15 и више година са непотпуним основним образовањем                  | 8601     |
| 105 | Мушко становништво старосног доба од 15 година и више са непотпуном основним образовањем         | 4519     |
| 106 | Женско становништво старосног доба 15 и више година са непотпуном основним образовањем           | 4082     |
| 107 | Становништво старо 15 и више година са комплетним основним образовањем                           | 8660     |
| 108 | Мушко становништво старо 15 година и више са комплетним основним образовањем                     | 4436     |
| 109 | Женско становништво старо 15 и више година са комплетним основним образовањем                    | 4224     |
| 110 | Становништво старосног доба 15 и више година са непотпуним средњим образовањем                   | 2604     |
| 111 | Мушко становништво старосног доба од 15 година и више са непотпуним средњим образовањем          | 1375     |
| 112 | Женско становништво старосног доба од 15 година и више са непотпуним средњим образовањем         | 1229     |
| 113 | Становништво старо 15 и више година са пуним секундарном образовањем                             | 11092    |
| 114 | Мушко становништво старосног доба од 15 година и више са пуним секундарном образовањем           | 4850     |
| 115 | Женско становништво старосног доба од 15 година и више са пуним секундарном образовањем          | 6242     |
| 116 | Становништво старије од 18 година са постосновним образовањем                                    | 7882     |
| 117 | Мушко становништво старије од 18 година са постосновним образовањем                              | 3729     |
| 118 | Женско становништво старије од 18 година са постосновним образовањем                             | 4153     |
| 119 | Просечна оцена школовања                                                                         | 7.41     |
| 120 | Просечан ниво образовања мушке популације                                                        | 7.25     |
| 121 | Просечан ниво образовања женског становништва                                                    | 7.55     |
| 122 | Економски активно становништво                                                                   | 21113    |
| 123 | Економски активна мушка популација                                                               | 16936    |
| 124 | Економски активна женска популација                                                              | 4177     |
| 125 | Становништво које није економски активно                                                         | 25028    |
| 126 | Мушко становништво које није економски активно                                                   | 5550     |
| 127 | Женско становништво које није економски активно                                                  | 19478    |
| 128 | Запослено становништво                                                                           | 20260    |
| 129 | Запослено мушко становништво                                                                     | 16176    |
| 130 | Запослено женско становништво                                                                    | 4084     |
| 131 | Незапослена популација                                                                           | 853      |
| 132 | Незапослена мушка популација                                                                     | 760      |
| 133 | Незапослена женска популација                                                                    | 93       |
| 134 | Становништво без права на здравствене услуге                                                     | 21376    |
| 135 | Становништво које има право на здравствене услуге                                                | 39594    |
| 136 | Становништво које има право на ИМСС                                                              | 15794    |
| 137 | Становништво које има право на социјално осигурање                                               | 2470     |
| 138 | Становништво које има право на државно социјално осигурање                                       | 79       |
| 139 | Становништво које има право на опште осигурање или здравствено осигурање за нову генерацију      | 19930    |
| 140 | Становништво које је било једном или није било у браку током 12 година и више                    | 15039    |
| 141 | Венчано или уједињено становништво од 12 година и више                                           | 27683    |
| 142 | Становништво које је било у браку или уједињено 12 година и више                                 | 3623     |
| 143 | Становништво са католичком религијом                                                             | 56247    |
| 144 | Протестанти, еванђелисти и библијски следбеници различити од еванђелиста                         | 3462     |
| 145 | Становништво са другим религијама различитим од претходних                                       | 33       |
| 146 | Становништво без религије                                                                        | 1069     |
| 147 | Укупно пописаних домаћинства                                                                     | 15619    |
| 148 | Пописна домаћинства на челу са мушкарцима                                                        | 12788    |
| 149 | Пописна домаћинства на челу са женама                                                            | 2831     |
| 150 | Становништво у пописним домаћинствима                                                            | 60974    |
| 151 | Становништво у пописним домаћинствима на челу са мушкарцима                                      | 52201    |
| 152 | Становништво у пописним домаћинствима на челу са женама                                          | 8773     |
| 153 | Укупно домаћинстава                                                                              | 20418    |
| 154 | Укупно насељених домаћинстава                                                                    | 15667    |
| 155 | Укупно приватних кућа                                                                            | 20370    |
| 156 | Насељени приватни домови                                                                         | 15619    |
| 157 | Укупно насељених приватних кућа                                                                  | 15662    |
| 158 | Ненасељене приватне куће                                                                         | 3851     |
| 159 | Појединачна домаћинства за привремену употребу                                                   | 900      |
| 160 | Становници у насељеним приватним кућама                                                          | 60974    |
| 161 | Насељеност станара у приватним становима                                                         | 3.9      |
| 162 | Просечно становника по соби у приватним насељеним домаћинствима                                  | 0.99     |
| 163 | Појединачна домаћинства са подовима од различитих материјала од земље                            | 14852    |
| 164 | Појединачна домаћинства у приземљу                                                               | 742      |
| 165 | Појединачна домаћинства са једном спаваћом собом                                                 | 5114     |
| 166 | Појединачна домаћинства са две спаваће собе и више                                               | 10490    |
| 167 | Појединачна домаћинства са једним собом                                                          | 501      |
| 168 | Појединачна домаћинства са две собе                                                              | 2045     |
| 169 | Појединачна домаћинства са 3 собе и више                                                         | 13051    |
| 170 | Појединачна домаћинства која имају електрично светло                                             | 15407    |
| 171 | Појединачна домаћинства која немају електрично светло                                            | 200      |
| 172 | Појединачна домаћинства која имају водоводну воду у стамбеном простору                           | 13353    |
| 173 | Појединачна домаћинства која немају водоводну воду у стамбеном простору                          | 2247     |
| 174 | Појединачна домаћинства која имају тоалет                                                        | 13734    |
| 175 | Појединачна домаћинства која имају канализацију                                                  | 13060    |
| 176 | Појединачна домаћинства која немају канализацију                                                 | 2513     |
| 177 | Појединачна домаћинства која имају електрично светло, довод воде из јавне мреже и канализацију   | 11549    |
| 178 | Појединачна домаћинства без икаквих услова                                                       | 153      |
| 179 | Појединачна домаћинства која имају радио                                                         | 11964    |
| 180 | Појединачна домаћинства која имају телевизор                                                     | 14936    |
| 181 | Појединачна домаћинства која имају фрижидер                                                      | 13719    |
| 182 | Појединачна домаћинства која имају машину за веш                                                 | 11065    |
| 183 | Појединачна домаћинства која имају аутомобил или комби                                           | 9485     |
| 184 | Појединачна домаћинства која имају рачунар                                                       | 2738     |
| 185 | Појединачна домаћинства која имају фиксну телефонску линију                                      | 5479     |
| 186 | Појединачна домаћинства која имају мобилни телефон                                               | 7017     |
| 187 | Појединачна домаћинства која имају приступ интернету                                             | 1344     |